# Wolvenberg
Le Wolvenberg est une côte située sur la commune d'Audenarde dans la province belge de Flandre-Orientale.

## Cyclisme
Dans le monde du cyclisme, ce mont est surtout connu pour sa montée lors du Tour des Flandres. Depuis 1999, c'est une des premières pentes de la course. Le Wolvenberg présente une route asphaltée étroite avec un pourcentage moyen de 6,8 % pour une dénivellation de 45 mètres. Le sommet culmine à 51 mètres d'altitude.
Le Wolvenberg a été escaladé 10 fois (1999-2008). Il est situé de 1999 à 2001 entre l'Achterberg et Molenberg. En 2002, 2003 et 2007, il se trouve entre Molenberg et le mont de l'Enclus. De 2004 à 2006 et en 2008, il est situé entre le Molenberg et le Vieux Quaremont.
Le Wolvenberg a également été emprunté neuf fois par le Circuit Het Volk (1982, 1984, 1987, 1999, 2000, 2008-2011).

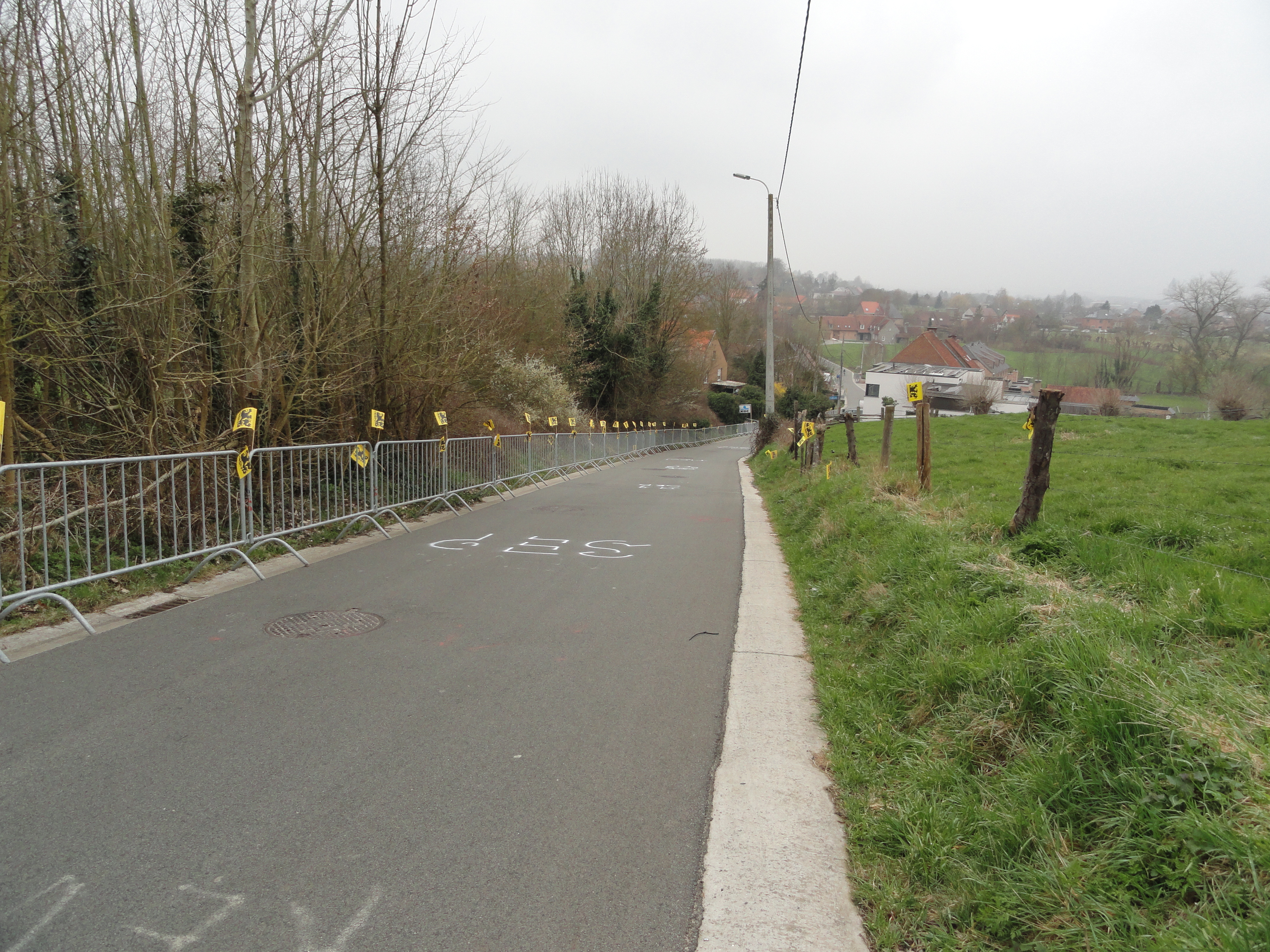
Wolvenberg en 2018 durant le Tour des Flandres.